# 마시엘라 루샤
마시엘라 루샤(영어: Masiela Lusha, 1985년 10월 23일 ~ )는 미국의 배우, 작가이다.

## 출연 작품
- 인투 더 샤크스톰 (2017)
- 허리케인 샤크네이도 (2016)
- 페이탈 인스팅트 (2014)
- 오브 사일런스 (2014)
- 드래곤파이어 (2013)
- 아케텍트 (2012)
- 블러드 (2009)
- 조지 로페즈 (2002)